# The San Francisco Examiner
The San Francisco Examiner är en oberoende och gratis daglig dagstidning som distribueras i och omkring San Francisco, Kalifornien, USA. Tidningen har traditionellt varit en av de större i staden och den har getts ut kontinuerligt sedan senare delen av 1800-talet. 

## Historik
Tidningen grundades 1863 som "The Democratic Press" och den politiska linjen innehöll då ett försvar för slaveriets bevarande och ett motstånd mot Abraham Lincoln. 